# Dino Dvornik
Dino Dvornik (Split, 20. kolovoza 1964. – Zagreb, 7. rujna 2008.) bio je hrvatski glazbenik, pjevač, skladatelj,
tekstopisac, aranžer, producent, glumac i reality zvijezda. Jedan je od najpoznatijih hrvatskih glazbenih umjetnika, a glazbeni ga stručnjaci smatraju jednim od najtalentiranijih glazbenika regije.[nedostaje izvor] Poznat je bio po mješavini različitih glazbenih žanrova, unikatnoj i ekscentričnoj scenskoj pojavi, energičnim nastupima, izvrsnim plesnim pokretima te izraženim[nedostaje izvor] vokalnim sposobnostima. Drugi je sin poznatog glumca Borisa Dvornika, koji je preminuo u ožujku 2008. godine. Za života je četiri puta dobio prestižnu hrvatsku diskografsku nagradu Porin, a posmrtno osam puta. Dva Porina dobiva 1996. godine za skladbu Afrika, za hit godine i najbolji aranžman, 1998. godine osvaja Porina za album Enfant terrible, za najbolju produkciju i 1999. godine dobiva Porina za album Vidi ove pisme..., za najbolji kompilacijski album. Kao dijete, glumio je u seriji Naše malo misto, a nakon toga u još nekoliko dječjih filmova i serija. Također, glumio je i u filmu  Ta divna splitska noć, igrajući samoga sebe. U kolovozu 1989. godine ženi se s Danijelom Kuljiš i s njom dobiva kćer Ellu.
Umro je 7. rujna 2008. u Zagrebu.

## Životopis

### Djetinjstvo i mladost
Rodio se kao drugo dijete poznatog glumca Borisa Dvornika i majke Diane Tomić u Splitu. Imao je još starijeg brata Deana, s kojim je zajedno vrlo rano počeo glumiti u kultnoj seriji Miljenka Smoje, Naše malo misto. Pohađao je i glazbenu školu, ali ga klasična glazba nije zanimala pa ju je ubrzo napustio. Dina nije zanimala gluma stoga se odlučio baviti pjevanjem. Godine 1981., kada je napunio 17 godina, sa svojim bratom Deanom sastavio je funk sastav nazvan Kineski zid s kojom je promovirao funk glazbu. Ime sastavu dali su po zgradi u kojoj su živjeli. Zbog glazbe Dino se tada ostavlja i bejzbola, sporta u kojemu je bio vrlo dobar igrač. Dino je kao mlad svojim stilom podsjećao na Morrisseya iz popularnog britanskog banda The Smiths. Kineski zid se vodio funky glazbenim žanrom (stil Jamesa Browna, Stevia Wondera, Cool and the Ganga, George Bensona, Earth Wind and Firea), i za diskografsku kuću Suzy 1983. snimaju istoimeni album za kojega je Dino skladao glazbu, a brat Dean pisao tekstove. Album ne bilježi neki veći uspjeh, ali ostaje zapisan kao prvi snimljeni funky materijal na tadašnjem prostoru bivše Jugoslavije. Nakon objavljivanja albuma i razlike u razmišljanju između Dina i brata Deana, dolazi do njihovog razilaženja, nakon čega Dean odlazi u Ameriku, a Dino se okreće prema svojoj solo karijeri. U solo karijeri iskazao se kao prava legenda hrvatske glazbene scene.

### Glazbena karijera
Dino je već od samih početaka imao svoju viziju glazbe, ali je tada bio neshvaćen od diskografskih kuća. Bio je vrlo ustrajan i tokom sljedećih pet godina bavi se instrumentalnom glazbom, skladanjem i jedno vrijeme boravi u Londonu. Svoja prva djela Dino je snimao kod Nenada Vilovića, koji mu je ustupio svoj glazbeni studio. U to vrijeme s njim su u studiju radili Goran Kralj, Dragan Lukić Luky i Zlatan Stipišić Gibonni. 
Godine 1988. kao debitant nastupa na Zagrebačkom festivalu, sa skladbom "Tebi pripadam" i dobiva nagradu stručnog žirija za najbolju skladbu i kao novo glazbeno ime. Na sceni se suprotno tradiciji, pojavio s pratećim sastavom i ponudio modernu produkciju i funky zvuk, koji je tada bio mnogo prihvatljiviji nego početkom '80-ih. Sve ovo mu je otvorilo vrata diskografije i Dino počinje raditi na materijalu za svoj prvi studijski album. 
Godine 1989. tadašnja diskografska kuća Jugoton (danas Croatia Records), objavljuje njegov prvi studijski album Dino Dvornik, na kojemu je Dino radio glazbu, aranžmane, produkciju, svirao klavijature i udaraljke, dok je tekstove napisao Goran Kralj i Zlatan Stipišić Gibonni, Na albumu se nalazi nekoliko veliki uspješnica, od kojih je skladba "Zašto praviš slona od mene", za koju je tekst napisao Zlatan Stipišić Gibonni, doživjela veliki uspjeh. Tu su još također i hitovi "Tebi pripadam", "Ljubav se zove imenom tvojim" i "Ti si mi u mislima". Album je postao vrlo popularan kod publike i prodaja mu je narasla do 750.000 prodanih primjeraka. Dino je modernu domaću glazbu uveo u diskoteke, gdje je vladala strana glazba, a prije njega to je uspjelo samo Oliveru Mandiću, kojeg je Dino neizmjerno cijenio kao glazbenika. Ovakvim raspletom događaja, ostvarila mu se želja iz mladosti i uspijeva popularizirati funky glazbu na prostoru bivše Jugoslavije, što je započeo sa svojim bratom Deanom i Kineskim zidom.
Godine 1990. diskografska kuća Jugoton izdaje njegov drugi studijski album Kreativni nered, koji je radio pod velikim pritiskom, jer je trebao opravdati prvi album na kojemu su sve skladbe bili hitovi. Materijal se snimao u studijima "Lisinski" u Zagrebu i "Vilović" u Splitu. Tekstove za skladbe potpisuju Zlatan Stipišić Gibonni, Rambo Amadeus i novinar Ozren Kanceljak, a u studiju gostuju Neno Belan i Dragan Lukić Luky. Album donosi nekoliko uspješnica, a najpoznatiju među njima "Jače manijače", osmislio je Rambo Amadeus, kojemu je Dino gostovao na njegovom albumu iz 1989. g. Hoćemo Gusle!. Ista skladba, snimljena je na maksi singlu i podijeljen je po diskotekama širom bivše Jugoslavije, gdje je bila odlično prihvaćena. Nakon objavljivanja albuma, krenuo je na promotivnu turneju s članovima sastava Jet Set iz Zadra, a prvi koncert bio je u Domu sportova u Zagrebu. Dan prije koncerta, rodila mu se kćer Ella (23. prosinca 1990.), što je dodatno osnažilo njegove emocije tako da je na sceni bio pun emocija i sreće. Pri samome kraju, turneja se prekida radi političke situacije u zemlji i početkom raspadanja tadašnje Države Jugoslavije. Domovinski rat i raspad Jugoslavije, utjecali su na daljnji rad njegove glazbene karijere.
Godine 1993. diskografska kuća Croatia Records, objavljuje njegov treći studijski album Priroda i društvo. Materijal je rađen pod utjecajem tehno glazbe, koja se tek pojavljivala u Hrvatskoj. Dino se na ovome albumu prvi puta bavi ozbiljnim životnim temama, što je opisano u skladbama "Split Junkie", "Extasy", "Ying & Yang" i "The Return of a Man With a Rubber Brain". Dino je zbog rata, pritiska i ostalih problema pao u depresiju, što je rezultiralo teškom ovisnošću o drogama. Neko vrijeme ne radi ništa i vrlo brzo biva zaboravljen od medija i glazbenoga svijeta. Ipak 1995. godine vraća se u sam vrh hrvatske glazbene scene, objavivši maksi singl Afrika, na kojemu se uz naslovnu skladbu nalazi i skladba "Žigolo". "Afrika" postaje uspješnicom #1, potiskuje svu domaću glazbu te nameće novi ritam i produkciju. Za tu skladbu 1996. godine, dobiva prestižnu hrvatsku diskografsku nagradu Porin, u kategoriji hit godine i najbolji aranžman. Konkurencija za hit godine bila je i skladba "Ništa kontra Splita", od Nenada Vilovića, koju je Dino izveo na Splitskom festivalu i osvojio prvo mjesto. Ova skladba postaje neslužbenom himnom grada Splita, a u Hrvatskoj je prihvaćena i kod šire publike. 
Godine 1995. diskografska kuća Croatia Records objavljuje njegov jedini live album Live In München, a snimljen je na koncertu u Münchenu. Sastav koji ga je pratio bili su članovi funk sastava Songkillers. Live In München proglašen je jednim od najboljih live albuma objavljenih u hrvatskoj diskografiji.
Godine 1997. diskografska kuća Croatia Records objavljuje njegov četvrti studijski album Enfant terrible, koji govori o njegovom životu. Materijal na albumu uz poznate plesne zvukove, donosi i neke novosti za koje se Dino opredijelio u skladbama "Male noćne orgulje na plin (a capella)" i "La Baraka Blues Mravac, Gonzo...". Kao gosti na albumu sudjeluju Davor Gobac, Marijan Ban, Stjepan "Jimmy" Stanić, Songkillersi i drugi. Skladba "Điha, điha", postaje veliki hit i obilježava ovaj album. Za ovaj album, u kategoriji produkcije, 1998. godine, Dino Dvornik također dobiva prestižnu hrvatsku diskografsku nagradu, Porin.
Godine 1998. diskografska kuća Croatia Records objavljuje njegov kompilacijski album Vidi ove pisme. Na materijalu se nalazi sedamnaest Dinovih uspješnica po njegovom izboru, bio je najprodavaniji album godine i 1999. dobio je prestižnu diskografsku nagradu Porin za najbolju kompilaciju godine. 
Godine 1999. diskografska kuća Croatia Records objavljuje njegov peti studijski album Big Mamma, najlošije Dvornikovo izdanje, ne bilježi veći uspjeh na hrvatskoj glazbenoj sceni i kritičari mu daju lošu ocjenu. Nedostatak velikog hita, kakav se od Dina očekivao, dao je ukupnu ocjenu albumu, koji je bio vrlo dobro napravljen, ali bez karakterističnih stilova koji su obilježavali Dina Dvornika.
Godine 2000. dobio je nagradu diskografske kuće Croatia Records, "Zlatnu pticu", za prodaju više od 100 000 nosača zvuka u razdoblju od 1991. do 2000. godine.
Također, u diskografskoj kući Croatia Records radio je kao urednik za domaću glazbu.
Godine 2001. zbog nesuglasica napušta diskografsku kuću Croatia Records te potpisuje ekskluzivan ugovor za diskografsku kuću Orfej u vlasništvu HRT-a.
Godine 2002. diskografska kuća Orfej objavljuje njegov šesti studijski album Svicky. Album je sniman u Zagrebu u studiju Davorina Ilića koji je i ranije surađivao s Dinom Dvornikom i nastao je za osam mjeseci. Sve skladbe potpisuje Dino Dvornik, a na materijalu gostuju još i Igor Geržina (saksofon), Mladen Baučić - Baucho (saksofon), Vanda Winter (vokal). Nakon tog albuma Dino se okreće klupskoj glazbi i počeo je vježbati miksanje na gramofonima, kako bi se profilirao u DJ-a.
Godine 2005. odlučuje potpisati ugovor za diskografsku kuću Dancing Bear te RTL uz pomoć koji će objaviti svoj posljednji studijski album.
Godine 2008. diskografska kuća Dancing Bear objavljuje njegov sedmi studijski album Pandorina kutija. Planirano je da album izađe u listopadu ili studenome i Dino je od njega mnogo očekivao, međutim iznenadna smrt, spriječila je da doživi njegovo objavljivanje. Album Pandorina kutija je 2009. godine nagrađen s četiri Porina, a te je godine Dinu Dvorniku posmrtno dodijeljen i Porin za životno djelo.

## Privatni život
Godine 1989. Dino se oženio s Danijelom Kuljiš i godinu dana kasnije dobio kćer Ellu. Iako je volio svoj rodni grad, na savjet svoga oca Borisa Dvornika i zbog profesionalnih razloga napušta Split te iste godine seli u Zagreb.
Godine 1990. nakon dva izvrsna studijska albuma Dino postaje nacionalna zvijezda #1, te postaje najtraženiji izvođač u Europi. Doživio je veliku slavu u europskim razmjerima te su najjače engleske i njemačke diskografske kuće htjele potpisati ugovor s Dinom, ali on ih je odbio jer mu je "kući" baš krenulo te je odlučio da je za njega bolje da ipak ostane u Hrvatskoj. 
Godine 1992. snima s Josipom Lisac jedan od najljepših hrvatskih dueta "Rušila sam mostove od sna" koja 1993. izlazi na Dinovom trećem studijskom albumu Priroda i društvo. U studiju se satima snimala skladba jer je Dino htio da sve bude izvedeno do savršenstva. Josipa je poznata po tome što jako pazi na svoj glas i u jednom je trenutku odlučila da joj je dosta snimanja te je htjela otići kući odmoriti glasnice. Dinu se to nije svidjelo pa ju je zaključao u studiju i nije ju pustio da ode kući sve dok nije bio zadovoljan snimljenim. 1994. za skladbu "Rušila sam mostove od sna" Dino je bio nominiran za prestižnu hrvatsku diskografsku nagradu, Porin, u kategoriji najbolja vokalna suradnja.
Godine 1996. nakon velikog uspjeha s "Afrikom" Dino otvara jedan od najvećih noćnih klubova u Hrvatskoj, "Libido", u Dalmatinskoj ulici u Zagrebu. Klub je radio skoro cijeli dan te su DJ-evi puštali cijeli dan najmoderniju elektronsku glazbu na svijetu. Klub se zatvara nakon jedne uspješne sezone zbog problema s velikom bukom koju je klub stvarao.
Godine 2003. pristaje pjevati na predizbornoj kampanji Jadranke Kosor za predsjednicu države. Pjesmu „Pokrenimo Hrvatsku“ nakon kampanje više nije izvodio.
Godine 2004. glumi u glavnoj ulozi u filmu Ta divna splitska noć. Film se pripremao oko dvije godine, te je i sam Dino imao svoje zasluge u produkcijskom i scenskom smislu. Film je nagrađivan raznim nagradama, a Dino glumi narkobosa i pjevača.
Godine 2006. Dvornikovi su odlučili napraviti reality show po uzoru na britanske zvijezde Osbournove zvan "Dvornikovi". Show se emitirao dvije sezone na RTL-u i postigao značajan uspjeh.
Godine 2007. iako se smatrao apolitičnim, odlučuje pjevati za SDP jer je navodno nastao međugeneracijski jaz između njega i HDZ-ovaca. Još jedan razlog prelaska u „drugi tim“ bio je taj što Hrvatska nije pokrenuta od prvog pokušaja.

## Zanimljivosti
Dinov jedinstveni stil glazbe donio mu je nadimak "Kralj funka" i "Ćaća funka". Bio je i ostao poznat po tome što je bio perfekcionist po pitanju same produkcije te bi se zaključao u studio mjesecima te ne bi izlazio dok ne bi "nešto" napravio, što ga je na koncu koštalo zdravlja.[nedostaje izvor] Svi njegovi albumi su uvijek bili u vrhu hrvatske produkcije te je prvi u Hrvatskoj koji je s "Afrikom" dotakao svjetske produkcijske razmjere. Što se tiče same glazbe i produkcije uvijek je išao u korak s vremenom te čak i unaprijed te je svojim obožavateljima uvijek davao najmoderniji zvuk, te je volio eksperimentirati s različitim zvukovima i stilovima glazbe što ga je čak koštalo gubitka dijela publike. Dino je također bio poznat po svom čestom mijenjanju frizura i njegovom ukusu za modu. On je bio rođeni zabavljač, te je svoje obožavatelje zabavljao tijekom i između pjesama, pazeći da nitko ne bi ostao nesretan. Bio je jedna od prvih javnih hrvatskih osoba koja je pisala blog, a u čemu su mu se pridružili supruga i kći. Također je bio poznat po višegodišnjoj borbi s ovisnošću o narkoticima, a o čemu je i javno govorio.
Dino je mnogo nastupao i u klubovima kao DJ te je se i u tom poslu pokazao veoma uspješnim, što dokazuje da je bio nominiran za DJ-a godine. Hrvatska hip-hop scena ga iznimno cijeni i poštuje jer je doprino uveliko njezinom razvitku. Tijekom svoje karijere je učio, podučavao, surađivao, eksperimentirao, proširivao, no, situacija će pokazati, za većinu je bio jednostavno previše originalan i unatoč komunikativnoj i blagoglagoljivoj prirodi, nerazumljiv. Godine 1990. je s Viktorijom ostvario poprilično pitoreskan funk-rock duet “Od Splita do Beograda”. Čak i velikan hrvatske glazbe, Oliver Dragojević, odlučuje da mu Dino producira album Neka nova svitanja koji je bio 1994. najprodavaniji hrvatski album godine. Iz Daleke obale je u ulozi producenta izvukao posljednji uistinu kompletan album Di si ti. Nekad popularnom ET-u je pomogao u hitu “Tek je 12 sati”. Ivani Banfić je pomogao napraviti značajan dio albuma Bogovi su pali na tjeme s kojega se kao umjereni hit nametnula pjesma “Nag” (Banfić je poslije karijeru usmjerila u konvencionalniji izričaj). Na samom početku karijere, Dvornik je otkrio Ninu Badrić kako pjeva u butiku. Čak je Severini na istoimenom albumu iz 1992. podario pjesmu “Sve što imam to si ti” (koautor Gibonni), a u drugom dijelu karijere i Vandi Winter – koja je, vrijeme će pokazati odlučila svoju karijeru više vezati za kazalište. 
Glazbeno i privatno se družio s najkvalitetnijim hrvatskim i ostalim balkanskim umjetnicima i glazbenicima kao što su: Alka Vuica, Josipa Lisac, Gibonni, Rambo Amadeus, Davor Gobac, Goran Bare, Stjepan "Jimmy" Stanić, Tony Cetinski, Boris Novković, Oliver Dragojević, Luky, Nina Badrić, Severina Vučković, Ivana Banfić, Rajko Dujmić, Massimo, Predrag Martinjak, Neno Belan, Marijan Ban, Edo Maajka, Vanda Winter, Stoka, Nered... Također je pomogao i mnogobrojnim glazbenim skupinama kao što su: Đavoli, Psihomodo pop, Daleka obala, Boa, Bolesna braća... Mnogi hrvatski i strani izvođači vole obraditi njegove hitove, kao što su: Jacques Houdek, Marko Tolja, Ivana Kindl...

## Smrt
Umro je 7. rujna 2008. godine u svom stanu, samo osamnaest dana nakon što je proslavio 44. rođendan. Toksikološki nalaz pokazao da je umro od kombinacije tableta za smirenje, protiv bolova i antidepresiva. Obdukcijski nalazi pokazali su da je Dino inače bio zdrav. Na organima nisu pronađene nikakve promjene koje bi mogle uzrokovati smrt. Razlog nije bila prevelika količina tableta, već omjer različitih biokemijski aktivnih tvari.
Dino Dvornik kremiran je i pokopan 10. rujna 2008. godine na zagrebačkom krematoriju na groblju Mirogoj. Na ispraćaju se puštala njegova glazba te glazba koju je volio. U Splitu je organiziran ispraćaj na Peristilu gdje se okupilo nekoliko tisuća ljudi koji su i na taj način odali počast jednom od legendi grada Splita i Hrvatske.

## Nagrade i priznanja
Osvojen Porin:
- 1996. Hit godine (skladba "Afrika")
- 1996. Najbolji aranžman (skladba "Afrika")
- 1998. Najbolja produkcija (album "Enfant terrible")
- 1999. Najbolji kompilacijski album (album "The Best of, Vidi ove pisme")
- 2009. Album godine (album "Pandorina kutija")
- 2009. Najbolji pop album (album "Pandorina kutija")
- 2009. Najbolje likovno oblikovanje (album "Pandorina kutija")
- 2009. Najbolji video broj (skladba "Hipnotiziran")
- 2009. Životno djelo
- 2010. Najbolja vokalna suradnja (skladba "Shlapa")
- 2010. Najbolji kompilacijski album (album "The ultimate collection")
- 2011. Najbolji video program (album "Kontra regula-Tribute to Dino Dvornik")

Nominiacije za Porin:
- 1994. Najbolja vokalna suradnja (skladba "Rušila sam mostove od sna")
- 1996. Najbolja muška vokalna izvedba (skladba "Afrika")
- 1996. Najbolji video broj (skladba "Afrika")
- 1998. Najbolja snimka (album "Enfant terrible")
- 1998. Najbolji video broj (skladba "Điha, điha")
- 2000. Najbolje likovno oblikovanje (album "Big mamma")
- 2009. Najbolja produkcija (album "Pandorina kutija")
- 2009. Najbolja snimka (album "Pandorina kutija")
- 2009. Najbolja produkcija (album "Pandorina kutija")
- 2009. Pjesma godine (skladba "Hipnotiziran")
- 2009. Najbolji aranžman (skladba "Hipnotiziran")
- 2009. Najbolja muška vokalna izvedba (skladba "Hipnotiziran")
- 2009. Najbolja vokalna suradnja (skladba "Sretan Božić, sretna Nova godina")
- 2010. Hit godine (skladba "Pelin i med")

Pobjede na festivalima:
Splitski festival:
- 1994. 2. nagrada stručnog žirija (skladba «Dalmacija rap»)
- 1995. 1. nagrada publike (skladba «Ništa kontra Splita»)
- 1997. 2. nagrada publike, nagrada za foto look i osobnost (skladba «Blizu oltara»)
- 1998. 2. nagrada publike (skladba «Vjenčanje»)
- 1999. 3. nagrada publike, 2.nagrada stručnog žirija (skladba «To mi radi»)
- 2002. 1. nagrada stručnog žirija (skladba «Telefon»)

Melodije hrvatskog Jadrana:
- 1997. 3. nagrada publike (skladba «Điha, điha»)
- 1999. nagrada za najbolji scenski nastup (skladba «Što volim dan kad je bezbrižan»)

Zagrebački festival:
- 1988. nagrada za novo glazbeno ime i najbolju skladbu (skladba «Tebi pripadam»)

Ostale nagrade:
Zlatna Koogla:
- 2009. Pjesma godine (skladba «Hipnotiziran»)
- 2009. Izvođač godine

Indexi:
- 2009. Dino Dvornik - regionalna muzička ikona

Croatia Records:
- 2000. "Zlatna ptica", za prodaju više od 100 000 primjeraka
- 2016. "Zlatno priznanje", za prodaju više od 100 000 primjeraka edicije "The Ultimate Collection"

Pop rock izbor:
- 1989. Dino Dvornik - pjevač godine u Jugoslaviji

Priznanja:
- Zahvalnica Grada Zagreba za nesebičnu potporu u obrani Republike Hrvatske.

## Diskografija

### Studijski albumi

#### S Kineskim zidom
- 1983. - Kineski zid

#### Samostalni
- 1989. - Dino Dvornik
- 1990. - Kreativni nered
- 1993. - Priroda i društvo
- 1997. - Enfant terrible
- 1999. - Big Mamma
- 2002. - Svicky
- 2008. - Pandorina kutija

### Singlovi
- 1988. - Zašto praviš slona od mene / Ljubav se zove imenom tvojim
- 1990. - Zmaja dah / Vadi zub
- 2002. - Mala je avion

### EP
- 1990. - Jače manijače
- 1992. - Imam rep
- 1995. - Afrika
- 2001. - 2002. godine u Splitu
- 2008. - Hipnotiziran
- 2009. - Pelin i med
- 2010. - Shlapa

### Kompilacije
- 1998. - The Best of, Vidi ove pisme
- 2007. - Platinum Collection
- 2009. - Gibonni, Dino Dvornik ‎– The Best of
- 2009. - The Ultimate Collection
- 2014. - Original Album Collection

### Koncertni albumi
- 1995. - Live In München

### Live albumi
- 2010. - Kontra regula – Tribute to Dino Dvornik

### Ostalo
- "Ta divna splitska noć" kao pjevač (2004.)
- "Čovik i po" kao Stodjava (1974.)
- "Naše malo misto" kao mali Mirko #1 (1970. – 1971.)

## Vanjske poveznice
- Zamp.hr - Dino Dvornik - Baza autora
- Discogs.com - Dino Dvornik - Diskografija
- Facebook - Dino Dvornik - Facebook
- Croatia Records - Dino Dvornik - Croatia Records
- Dino Dvornik u internetskoj bazi filmova IMDb-u (engl.)